# Usłów-Place
Usłów-Place – część miasta Skarżyska-Kamiennej, usytuowane na wschodzie miasta.
Administracyjnie wchodzi w skład osiedla Usłów. Jest to niewielkie skupisko osadnicze przy ulicy 1 Maja, na wysokości ulicy Jagodowej.